# 南郷村 (石川県)
南郷村（なんごうむら）は、石川県江沼郡に存在した村。

## 地理
- 現在の加賀市の北西部にあたり、北陸本線・大聖寺駅の東方、山代温泉の西方に位置する。村内を大聖寺川が流れる。
- 地形は東部が田んぼを中心とする平坦なもの、西部から南部にかけては丘陵、山地になっている。
- 山：刈安山
- 今日では、旧当村域のうち中代町、黒瀬町、保賀町は山代小学校の学区となっている。

## 歴史
- 1889年（明治22年）4月1日 - 町村制の施行により、江沼郡南郷村、上河崎村、下河崎村、中代村、黒瀬村及び保賀（ほうが）村の区域をもって、江沼郡南郷村が発足する。この際に、吸坂村は南郷の区域の一部、黒瀬の区域の一部、上河崎の区域の一部及び下河崎の区域の一部となりこの時点では消滅。
- 1900年（明治33年）5月16日 - 山中馬車鉄道（後の北陸鉄道山中線）の大聖寺駅〜河南駅間が開業、当村内を通る。
- 1918年 - 当村内に大日本絹糸紡績会社の工場が置かれ、村内で紡績業が盛んになる。
- 1957年 - 中代、保賀が山代小学校（当時、山代町）の学区内となる。（黒瀬が山代小の学区となったのは1959年から）
- 1958年（昭和33年）1月1日 - 江沼郡大聖寺町、橋立町、片山津町、動橋町、山代町、南郷村、三木村、三谷村及び塩屋村が合併して、加賀市が発足する。7大字は加賀市の町名に継承。その際に明治22年の町村制の施行時点で消滅した吸坂の名が、吸坂町として復活。

## 交通

### 鉄道路線
（当村廃止時点のもの）
- 北陸鉄道
  - 山中線： （大聖寺駅方面 ← ） - 帝国繊維前駅 - 黒瀬駅 - （ → 山中駅方面）